# Kling (Babensham)

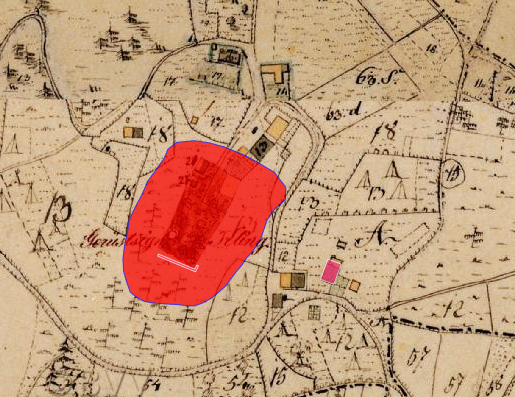
Lageplan von Schloss Kling auf dem Urkataster von Bayern

Kling ist eine Gemarkung und ein Ortsteil der Gemeinde Babensham im oberbayerischen Landkreis Rosenheim.

## Geographie
Das Dorf liegt 5 Kilometer östlich von Babensham an der Staatsstraße 2357 Richtung Schnaitsee.

## Geschichte
Die Grafschaft Kling, auch Klingenberg, ist schon vor dem 11. Jahrhundert belegt, da ein Graf Walther als Schirmvogt der Salzburger Erzbischöfe fungierte und im 11. Jahrhundert ein weiterer Graf Walther von Kling Schirmvogt des Klosters Ebersberg war. Dennoch bleibt ihre Entstehung und Gestalt im Dunkeln. 
Spätestens ab 1265 besaß Kling eine stattliche herzogliche Burg, die als Sitz eines Landrichters und Pflegers diente. Das Land- und Pfleggericht Kling, eines der größten altbayerischen Landgerichte, wurde 1803/1808 aufgelöst und größtenteils dem Landgericht Trostberg zugeschlagen, das Schloss 1804 an den Meistbietenden verkauft und zwischen 1804 und 1834 abgebrochen. Heute sind daher nur noch einige Mauerreste zu sehen.
Durch das bayerische Gemeindeedikt 1818 wurde die Gemeinde Kling gegründet. Sie wurde im Zuge der Gebietsreform in Bayern (mit dem 1857 eingemeindeten Loibersdorf und dem am 1. April 1971 eingegliederten Titlmoos) am 1. Januar 1980 nach Babensham eingemeindet.